# Montrose, Minnesota
Montrose är en ort i Wright County i delstaten Minnesota. Enligt 2010 års folkräkning hade Montrose 2 847 invånare.